# Университет имени Менделя
Университет Менделя в Брно (чеш. Mendelova univerzita v Brně) — один из самых старых университетов Чехии и старейшее высшее учебное заведение Чешской Республики в области сельского и лесного хозяйства. Университет назван в честь выдающегося ученого в области генетики — Грегора Менделя.
Был основан при непосредственном участии президента Т. Г. Масарика в 1919 году и первоначально носил название «Высшая сельскохозяйственная школа в Брно».
Является государственным высшим учебным заведением, финансируется Министерством образования, молодежи и спорта в ЧР.
Включает в себя пять факультетов, а также отдельную «образовательную единицу» — Институт непрерывного образования.
В настоящее время в Университете учится более 10 тысяч студентов.
Предлагает обширный список специальностей, среди которых: экономика, финансы, биотехнология, виноделие, пищевые технологии, безотходные технологии, ландшафтный дизайн, дизайн и производство мебели, туризм и агротуризм, общественное управление, региональное развитие и т. д.

## История университета
Первые попытки создать сельскохозяйственный университет в Моравии относятся к 1864  году. Однако они не увенчались успехом из-за препятствий политического, экономического и национального характера, и только возникновение самостоятельной Чехословацкой Республики в октябре 1918 года дало возможность открыть подобный университет.
Высшая сельскохозяйственная школа в Брно (чеш. Vysoká škola zemědělská v Brně) была создана в соответствии с Законом №460 от 24 июля 1919 года (название сохранялось вплоть  до 1994 года).
Первоначально университет состоял из двух факультетов: экономического и  лесного хозяйства.
В период между Первой и Второй мировыми войнами университет два раза находился на грани прекращения своего существования. Первый раз — во время послевоенного кризиса в 1920-1924 гг., второй — в 1930-1931 гг. из-за последствий Великой депрессии.
17 ноября 1939 года, в период оккупации Чехии гитлеровской Германией (Протекторат Богемии и Моравии), университет, как и другие чешских ВУЗы, был закрыт.
Успешное послевоенное восстановление приостановили февральские события 1948 года, когда политические проверки не прошло 27,7% слушателей университета.
В 1950 году на основании Закона о высшем образовании изначально созданные факультеты прекратили своё существование. Вместо них появились два новых: агрономический факультет и факультет лесного хозяйства.
Кроме того в конце 50-х годов потребность в профессиональном управлении сельским хозяйством и интенсификации его механизации стала  причиной создания нового факультета экономики.
В 1964 году рост числа студентов и возникший при этом дефицит учебных площадей привели к созданию так называемого Йиглавского отделения, где до 1994 года велось обучением студентов-первокурсников.
Послабления  60-х годов позволили создать отдельные  лаборатории для изучения таких тем, как использование радиоизотопов, электронная микроскопия, вычислительная техника; приборостроение, а также подразделения научно-технической информации и  редакционные центры. А создав кафедру Международной биологической программы, Университет сельского хозяйства  стал участником престижного проекта ЮНЕСКО.
70-е годы XX века характеризовались строительством учебных помещений,  модернизацией и внедрением новых образовательных технологий.
80-е годы знаменовали появление междисциплинарных исследований и комплексных научно-технических программ. Также был основан Центр развития биотехнологии.
В 1985 г. был создан факультет садоводства в городе Леднице на Мораве.
Ноябрьские события  1989 года («бархатная революция») вызвали серьезные изменения в жизни университета, как ответную реакцию на преобразования во всех сферах экономики страны.
В 1995 году Высшая сельскохозяйственная школа была переименован в Университет сельского и лесного хозяйства им. Менделя, таким образом связав себя с наследием основателя генетики Грегора Менделя.
С 1998 года университет начал процесс реализации Европейской кредитной системы, которая в данный момент используется на всех факультетах.
В 2003 году был создан Институт непрерывного образования (с 2006 года является одним из университетских подразделений).
В 2008 году для подготовки специалистов в области экономики как в региональном и национальном, так и в международном контекстах, был создан факультет регионального развития и международных отношений.
До 2010 года носил название Университет сельского и лесного хозяйства имени Менделя.
В 2011 году, основав отдельную образовательную единицу -  Институт CEITEC MENDELU, университет стал участником межвузовского научного центра передовых технологий - Центрально-европейского технологического института (CEITEC).
В конце 2012 года университет получил от Европейской комиссии престижные сертификаты  ETCS Label и  Diploma Supplement Label, подтверждающие, что его учебные программы и экзаменационная система соответствуют принципам Болонской декларации.
24-го июля 2014 г. Университет сельского и лесного хозяйства им. Менделя в Брно  отметил свой 95-летний юбилей.

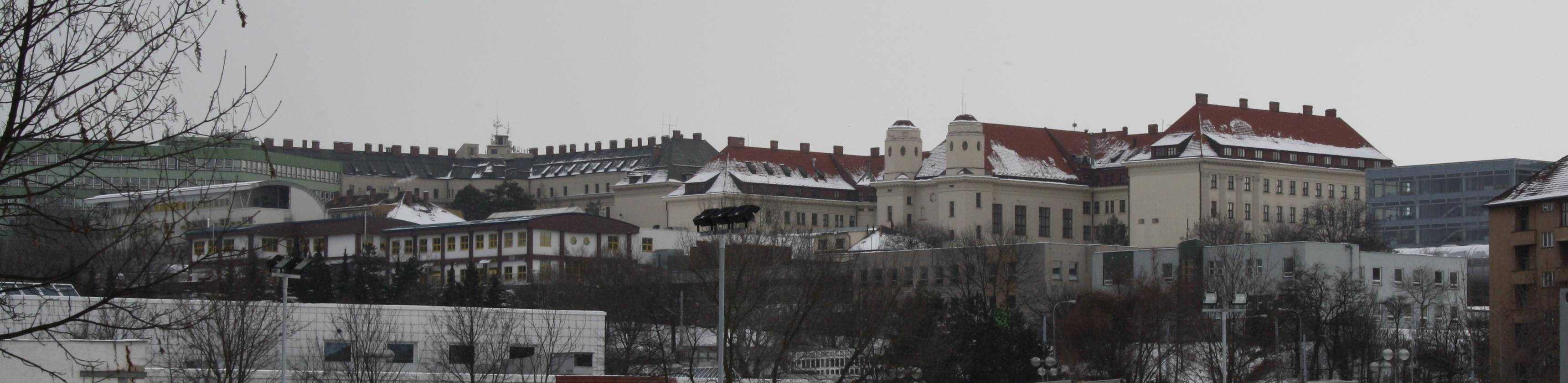
Панорама университета

## Факультеты и отделения
- Агрономический факультет (http://af.mendelu.cz/en/)
- Факультет лесного хозяйства и деревообрабатывающей промышленности (https://web.archive.org/web/20151015024550/http://www.ldf.mendelu.cz/en)
- Факультет экономический (http://www.pef.mendelu.cz/en/)
- Факультет садоводства (http://zf.mendelu.cz/en/)
- Факультет регионального развития и международных исследований (http://frrms.mendelu.cz/en/)
- Институт непрерывного образования (http://icv.mendelu.cz/en/)

## Международное сотрудничество
Летом 2014 г. Университет им. Менделя получил Charter for Higher Education в рамках программы Erasmus+
Исполнительное агентство по образованию, культуре и аудиовизуальным средствам в Брюсселе  предоставило Университету сельского и лесного хозяйства им. Менделя в Брно  Charter for Higher Education  в рамках программы Erasmus +, дающий право участия в этой программе и возможности для реализации международного сотрудничества в 2014-2020 гг.
Данное событие открывает ВУЗу доступ к финансовой поддержке программы международного обмена и стажировок (в рамках концепции международной мобильности) не только внутри ЕС, но и в странах третьего мира, которые ранее не были в неё включены.

## Известные преподаватели
- Дануше Нерудова — ректор с 2014 по 2022, кандидат в президенты Чехии на выборах 2023 года.